# 구서역
구서역(Guseo station, 久瑞驛)은 부산광역시 금정구 구서동에 있는 부산 도시철도 1호선의 전철역이다. 과거 역명은 구서동역이었으나, 2010년 2월 24일에 역명이 변경되었다. 이 역에는 지상에서 바로 연결되는 엘리베이터가 설치되어 있다. 이 역부터 동래역까지 지상 구간이다.

## 역명의 유래
조선 시대에 이곳은 구세리(仇世里)라고 불렸는데 구세라는 지명은 중국 당나라의 장공예(張公藝)가 9대에 걸쳐 이루어진 친족이 한집에 살면서 집안이 매우 화목한 것을 이르는 구세동거(九世同居)라는 말에서 유래한 지명이다. 또다른 유래에서는 마을 위에 위치한 금정산에서 가뭄이 올 때 비가 오기를 바라는 굿을 벌이는 기우소(祈雨所)이자 바위인 번우암(飜雨岩)이 있어서 구세(仇世)라고 했다가 뜻이 좋은 한자인 구서(久瑞)로 바뀌었다고 전해진다.

## 역사
- 1985년 7월 19일 : 부산 도시철도 1호선 개통과 함께 구서동역으로 영업 개시
- 2010년 2월 24일 : 구서역으로 역명 변경

## 역 구조
2면 2선의 상대식 승강장이 있는 지상역이다. 스크린도어가 설치되어 있다.
- 반대편횡단: 불가능

### 승강장
| 장전 ↑ |
| \| 상  |
| ↓ 두실 |

| 상행 | ● 부산 도시철도 1호선 | 온천장,동래,교대,다대포해수욕장 방면 |
| 하행 | ● 부산 도시철도 1호선 | 두실・남산・범어사・노포 방면        |

- 승강장 번호는 없다.

## 역 주변
- 금정구청
- 금정경찰서
- 금정문화회관
- 금정소방서
- 금정우체국
- 동래여자중학교
- 부산예술중학교
- 부산예술고등학교
- 구서건흥아파트
- 구서오시게시장
- 구서동롯데캐슬골드아파트
- 구서동쌍용예가아파트
- 이마트 금정점
- 경부고속도로 구서 나들목
- 경부고속도로 부산 시점
- 구서지하차도
- 태광산업
- 구서1동 주민센터
- 구서1동 치안센터
- 부산은행

## 승차량 변동
이용률이 지속적으로 증가하면서 2014년에 10000명을 기록하게 되었다.
| 노선  | 승차 인원(일평균/명) | 승차 인원(일평균/명) | 승차 인원(일평균/명) | 승차 인원(일평균/명) | 승차 인원(일평균/명) | 승차 인원(일평균/명) | 승차 인원(일평균/명) | 승차 인원(일평균/명) | 승차 인원(일평균/명) | 승차 인원(일평균/명) | 승차 인원(일평균/명) | 승차 인원(일평균/명) | 승차 인원(일평균/명) | 승차 인원(일평균/명) | 주석  |
| 노선  | 2002년               | 2003년               | 2004년               | 2005년               | 2006년               | 2007년               | 2008년               | 2009년               | 2010년               | 2011년               | 2012년               | 2013년               | 2014년               | 2015년               | 주석  |
| ----- | -------------------- | -------------------- | -------------------- | -------------------- | -------------------- | -------------------- | -------------------- | -------------------- | -------------------- | -------------------- | -------------------- | -------------------- | -------------------- | -------------------- | ----- |
| 1호선 | 8230                 | 7814                 | 7805                 | 7384                 | 7828                 | 7847                 | 8214                 | 8498                 | 8874                 | 9611                 | 9694                 | 9970                 | 10315                | 10422                | [ 1 ] |

## 사진

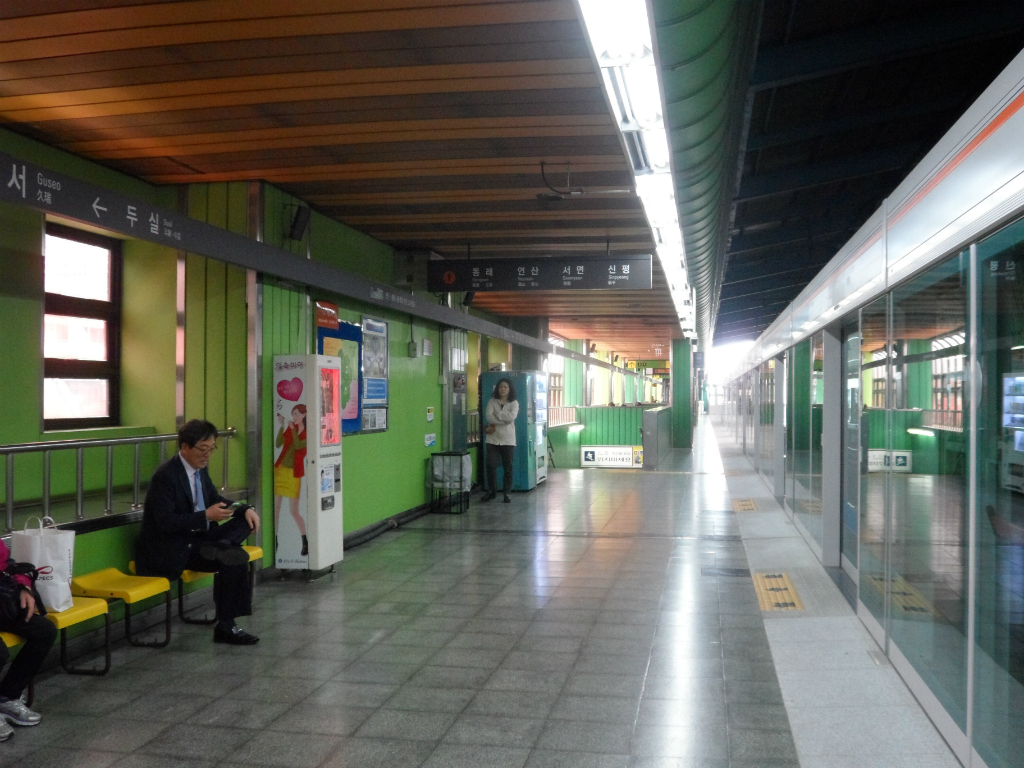
승강장

## 인접한 역
| 부산 도시철도 1호선          | 부산 도시철도 1호선   | 부산 도시철도 1호선 |
| ---------------------------- | --------------------- | ------------------- |
| 129 장전 다대포해수욕장 방면 | ● 부산 도시철도 1호선 | 131 두실 노포 방면  |